# Литературная дискуссия
«Литературная дискуссия» — название кампании в советской прессе, связанной с появлением статьи Льва Троцкого «Уроки Октября».

## Ход кампании
«Рассекреченные» Львом Троцким эпизоды недавней советской истории «всколыхнули страсти», на что — по мнению Фельштинского и Чернявского — и рассчитывал нарком. Они также выражали мнение, что Троцкий надеялся получить «немалую поддержку».
После подписания статьи «Уроки Октября» к печати (16 сентября 1924 года) и появления через четыре недели первой корректуры, она была немедленно доставлена Каменеву, курировавшему в тот период издательское дело в СССР. На квартире Каменева произошло обсуждение вопроса, стоит ли допускать статью в печать. Сталин счёл целесообразным допустить публикацию: Фельштинский и Чернявский высказывали предположение, что Сталин тем самым рассчитывал «получить первоклассный компромат» сразу на двух потенциальных политических конкурентов — Каменева и Зиновьева. Также сохранились документы, свидетельствующие об особенной роли Зиновьева и Каменева в подготовке политической дискредитации Троцкого: их совместный проект резолюции ЦК от 24 октября, а также составленный Зиновьевым в конце месяца набросок плана сборника антитроцкистских статей.
Направленная против опубликованной Троцким книги кампания получила официальное название «литературной дискуссии»: при этом сама кампания имела мало отношения как к «литературе», так и к «дискуссии», а явилась, скорее, попыткой «политической дискредитации» автора. В её ходе, впервые в советской истории, был задействован «богатый фонд» критических — а зачастую и просто ругательных — высказываний Ленина в адрес Троцкого (в период между 1903 и 1917 годами). При этом цитаты использовались так, чтобы — по мнению Фельштинского и Чернявского — создать впечатление, что они сохранили актуальность и после Революции: таким образом Троцкий становился «главным и постоянным врагом» основателя большевистской партии. Одновременно, с целью «обелить» Каменева и Зиновьева, их взгляды были представлены как «кратковременное заблуждение».
В ходе «дискуссии» впервые в советской печати был использован термин «троцкизм» — как «некая особая система взглядов», подменяющая «ленинизм».
Если во время политического противостояния осени 1923 года (см. «Новый курс»), Троцкий ещё имел «значительную поддержку» части как партийных, так и советских работников (а также, молодежи в СССР) — которые разделяли его критику «секретарского бюрократизма» и «аппаратной обломовщины» — то в 1924—1925 годах нарком оказался практически в одиночестве. Его бывшие сторонники, в основном, перешли на сторону действующей власти: либо активно выступая против него, либо просто не участвуя в «исторических спорах»
Против Троцкого развернулась «массированная атака» на партийных собраниях, конференциях и всевозможных активах, а также — на страницах советских газет и журналов. Открыл кампанию сам Каменев, выступивший 18 ноября на заседании Московского комитета партии и партийного актива с «огромной» речью; на следующий день он повторил тот же доклад на заседании большевистской фракции ВЦСПС, а 24 ноября — на совещании сотрудников политотделов военных округов (то есть в ведомстве наркомвоенмора Троцкого). По мнению Фельштинского и Чернявского, основной смысл доклада Каменева состоял в том, что Троцкий, «извратив партийную историю», напал не на него лично, а на партию в целом; при этом Каменев утверждал, что большевизм сформировался в борьбе не только с меньшевизмом, но и с «троцкизмом» (первая часть доклада почти полностью состояла из цитат Ленина, направленных против Троцкого). Свои же разногласия с Лениным в 1917 году Каменев «в целом проигнорировал», формально признав, что его (и Зиновьева) ошибка «была громадной», но она не имела последствий.
За выступлениями Каменева последовали доклады генерального секретаря Сталина: 19 ноября он выступил на том же заседании комфракции ВЦСПС, где использовал «грубые ругательства» в адрес наркома, объявив его «нападки» личными и «выпячивая» разногласия в большевистском руководстве по поводу подписания Брест-литовского мира в 1918 году. В данном докладе Сталин ввёл в оборот термин «новый троцкизм», который он предлагал отличать от «исторического троцкизма» — то есть взглядов Троцкого до 1917 года. «Новый троцкизм», по мнению Сталина, стремился опорочить партийные кадры и даже самого Ленина, с целью подмены ленинизма троцкизмом. Генсек также возражал против «легенды» о том, что Троцкий являлся создателем Красной армии, останавливаясь об ошибках Троцкого в планировании операций против Деникина и Колчака:
Мы не хотели и не добивались этой литературной дискуссии. Троцкизм навязывает её нам своими антиленинскими выступлениями. Что ж, мы готовы, товарищи.
К тому же, именно в данных выступлениях Сталин впервые сформулировал версию о т. н. Военно-революционном центре (ВРЦ), который якобы был руководящим органом Октябрьского восстания . Впоследствии, на основе версии о ВРЦ вырастет трактовка роли самого Сталина как второго вождя Октября, которая нашла своё логическое завершение в тексте «Краткого курса истории ВКП(б)». Желая дезавуировать роль Троцкого в ходе революции (который был её фактическим руководителем), генеральный секретарь обратился к протоколу заседания ЦК РСДРП от 16 октября 1917 года, в котором было сказано об избрании Военно-революционного центра в составе Свердлова, Дзержинского, Бубнова, Урицкого и самого Сталина. О функциях центра генсек в своей речи сказал следующее:
Задачи практического центра: руководить всеми практическими органами восстания согласно директивам Центрального Комитета. Таким образом, на этом заседании ЦК произошло, как видите, нечто “ужасное”, т.е. в состав практического центра, призванного руководить восстанием, “странным образом” не попал “вдохновитель”, “главная фигура”, “единственный руководитель” восстания, Троцкий.
К «антитроцкистской» кампании присоединился и Зиновьев: он выступил со статьёй «Большевизм или троцкизм?». Бухарин опубликовал в «Правде» редакционную статью «Как не нужно писать историю Октября». Молотов же написал «большую» статью, выпущенную позже брошюрой, с критикой книги Троцкого о Ленине:
Если современный троцкизм пытается кое в чём затушевать разницу между троцкизмом и ленинизмом, если современный троцкизм пытается оправдать в чём-либо троцкизм перед ленинизмом, это нельзя рассматривать иначе, как покушение с дурными средствами, какие бы тут ни были личные намерения… Троцкист в Троцком берёт верх над ленинцем. Эта книга, как и „Уроки Октября“ и „Новый курс“, будет служить материалами для характеристики двойственности теперешней политической позиции Троцкого и тем самым материалами об уроках троцкизма.
Сам Троцкий, возвратившись из отпуска, отмалчивался, что — по мнению Фельштинского и Чернявского — не способствовало ни сохранению остатков его политического авторитета, ни дало возможность отстоять правдивость фактов, изложенных в «Уроках Октября».
После Молотова по поводу воспоминаний Троцкого о Ленине стали критически высказываться и другие авторы. Одному из них — Иллариону Вардину (Мгеладзе), работавшему в аппарате ЦК и опубликовавшему в десятом номере журнала «Большевик» свою рецензию, в которой он «возмутился» эпизодом с отказом Ленина от собственного лозунга «Грабь награбленное!» — Троцкий «резко» ответил на страницах того же издания: он написал, что в работе Вардина побит «советский рекорд уплотнённой путаницы». При этом редакция журнала сообщала читателям в редакционной статье «о глубоких принципиальных разногласиях» Троцкого с Лениным до 1917 года и о том, что самому наркому свойственна «излишняя запальчивость» и неспособность учиться на собственных ошибках.
Затем в печатную дискуссию вновь вступил Каменев, который поместил в «Правде» (а затем и издал отдельной брошюрой) статью, в которой развивал версию о том, что Троцкий только лишь называет себя ленинцем — не являясь таковым на самом деле. По словам Каменева, Троцкий фактически проповедует «подмену ленинизма троцкизмом». В подтверждение своих слов Каменев приводил письмо Троцкого от 1913 года, адресованное Чхеидзе, в котором «массы прочитали враждебные отзывы Троцкого о Ленине»:
Употребление, которое сделано было эпигонами из моего письма к Чхеидзе, представляет собой один из величайших обманов в мировой истории.
Данное письмо было передано партийному руководству Михаилом Ольминским; в сопроводительной записке, которую по мнению Фельштинского и Чернявского «правильнее было бы назвать доносом», читателям сообщалось, что три года назад сам Ольминский написал Троцкому об обнаружении документа и запросил тогда ещё действующего наркома о целесообразности его публикации — на что получил ответ: «Время для истории ещё не пришло. Письма писались под впечатлением минуты и её потребностей, тон письма этому соответствовал». Ольминский же, говоря о «письмах» (во множественном числе), считал их «один из этапов политической борьбы между большевиками и меньшевиками» и что в них «сквозит презрение к партии».
Статьи — а также тексты докладов и выступлений — Каменева, Сталина, Зиновьева и других партийных деятелей, направленные против «Уроков Октября», многократно перепечатывались местными издательствами. В результате, Подвойский — один из практических петроградских организаторов Октября 1917 и, в то время, близкий к Троцкому человек, записал в дневник, что «троцкизм опасно быстро растёт… Им питается комсомол и несоюзное юношество, пионеры, начальные школы, фабзавучи, рабфаки и [ВУЗ]ы.»
Троцкий так же продолжал «бороться пером»: в ответ на обвинения в свой адрес он подготовил в ноябре 1924 года «обширную» и «примирительную» статью «Наши разногласия», в которой — по мнению Фельштинского и Чернявского — «весьма аргументированно развенчал» три основные установки своих политических оппонентов: обвинение в ревизии ленинизма; заявление об особом, «троцкистском», уклоне в освещении событий 1917 года; утверждение об «Уроки Октября» как об особой «платформе»:
Никакие натяжки, никакие софизмы не смогут опрокинуть того факта, что центральное обвинение, выдвинутое против меня — в умалении значения партии — ложно в корне и находится в вопиющем противоречии со всем тем, что я говорю и доказываю... Как же отсюда мог получиться вывод в сторону ревизии ленинизма?
Троцкий в данной статье также отвергал «безобразные извращения» своих слов критиками и утверждал, что он проводил в жизнь решения XIII-го партийного съезда. Однако — уже после того, как статья «Наши разногласия» уже была подготовлена для печати — Троцкий не стал её издавать: на первой странице текста, сохранившего в архиве Троцкого в Бостоне, рукою автора было помечено «Единственный экземпляр. Не было напечатано».

### Показания Зиновьева и Каменева в 1927 году
Через несколько лет после самой «дискуссии» — в период, когда Зиновьев и Каменев оказались вместе с Троцким в оппозиции к Сталину — они не раз повторяли, что сама статья «Уроки Октября» стала лишь удобным предлогом для борьбы с Троцким. На пленуме ЦК, проходившем в июле 1927 года, Зиновьев говорил: «Я ошибался, когда после заболевания Ленина вошёл во фракционную семёрку, которая постепенно стала орудием Сталина и его ближайшей группы».
Радек же в тот же период дал письменные показания о том, что он «присутствовал при разговоре с Каменевым о том, что [Каменев] расскажет на пленуме ЦК, как [Каменев и Зиновьев] совместно со Сталиным решили использовать старые разногласия [Троцкого] с Лениным, чтобы не допустить после смерти Ленина т[оварища] Троцкого к руководству партии. Кроме того, много раз слышал из уст Зиновьева и Каменева о том, как они „изобретали“ троцкизм как актуальный лозунг».

## Международный резонанс
«Литературная дискуссия» в СССР стала событием как в «капиталистическом мире», так и в мировом коммунистическом движении. К примеру, лондонская газета «Times» «внимательно следила» за разворачивающейся «дискуссией»: её обозреватели стремились «угадать интриги в партии большевиков» молодой Советской России и те цели, которые они преследовали. Газета подчеркнула основные критические замечания, которые высказывались против «непопулярной», как выразился один из корреспондентов, книги Троцкого. «Times» также «стремилась оценить истинный уровень поддержки» автора в СССР и «с некоторым удовлетворением» освещала отстранение Троцкого от власти.
Со своей стороны, иностранные коммунисты «взялись за оружие» как на стороне Троцкого, так и против него: «Уроки Октября» были быстро переведены на языки стран с сильными социалистическими и коммунистическими партиями: на немецкий, французский, итальянский, испанский и болгарский. Они также появились и на английском языке в специальном выпуске новостного журнала Коммунистического Интернационала «Инпрекор». Немецкий перевод, по мнению одного из рецензентов, «на каждой странице, почти в каждой строке, изобиловал такими ошибками, пробелами и искажениями, что трудно было не обвинить издателя, по меньшей мере, в грубой небрежности». Некоторые из ключевых вкладов в «дискуссию» со стороны противников Троцкого также были быстро переведены на английский и немецкий языки — и опубликованы иностранными коммунистическими издательствами в специальных сборниках.

## Оценки и влияние
Фельштинский и Чернявский считали, что Лев Давидович «в очередной раз» недооценил как степень влияния «тройки» на партийный аппарат, так и пассивность подавляющей части членов партии, основную массу которой к моменту начала дискуссии составляли не «профессиональные революционеры», а те, кто «рассматривал партийный билет в качестве своего рода продуктовой и промтоварной карточки». Они также отмечали, что «литературная дискуссия» по существу и не состоялась: имела место просто «открытая и грубая кампания нападок» на Троцкого.
Содержание направленных против Троцкого статей «вдалбливалось» в головы как членов большевистской партии, так и беспартийных: их убеждали в существовании «троцкизма», враждебного «ленинизму»:
Ради удержания личной власти изобретались фантомы, на которые опирались псевдотеоретики в борьбе против столь же несуществующих других, «враждебных» фантомов.
Фельштинский и Чернявский писали, что кампания против «вымышленного троцкизма» — а по существу дела против влияния и
авторитета наркомвоенмора, всё ещё занимавшего как свой административный пост, так и место в Политбюро — ставила своей целью разрушить в «общественном сознании» образ Троцкого как ближайшего соратника Ленина, удалить его с позиции ведущего политического деятеля Советской России.
Австралийский профессор Питер Байлхарц обращал внимание на выбор Троцким фигур для «атаки» — Каменева и Зиновьева — а не Сталина, оставшегося таким образом «в тени». Кроме того, по мнению Байлхарца, бывший нарком «в самом общем виде» но всё же согласился с идеей о существовании «троцкизма», переведя таким образом дискуссию в сферу идеологии, а не конкретного социалистического строительства — тем самым он понёс репутационные потери среди так называемых «практиков» в партии.
В декабре 1924 года Корней Чуковский, у которого с Троцким ранее был конфликт, всё же записал в своем дневнике: «Ах, какая грустная история с Троцким!»